# Greg Kinnear
Gregory Buck „Greg” Kinnear (ur. 17 czerwca 1963 w Logansport) – amerykański aktor i producent filmowy, nominowany do Oscara i nagrody Złotego Globu (1998) za rolę w filmie Lepiej być nie może.

## Życiorys

### Wczesne lata
Urodził się w Logansport, w stanie Indiana jako najmłodszy z trzech synów Suzanne Kinnear (z domu Buck) i Edwarda Kinneara, dyplomaty pracującego dla Departamentu Stanu USA. Ma dwóch starszych braci – Jamesa (ur. 1957) – wicedyrektora inwestycji Wachovia Securities i Steve’a (ur. 1959) współpracownika ewangelisty Billy’ego Grahama. Ze względu na charakter pracy ojca w okresie dzieciństwa wraz z rodziną wiele podróżował po takich miastach jak Bejrut (Liban) czy Ateny (Grecja). W 1973, kiedy miał dziesięć lat rodzina przeniosła się do Waszyngtonu.
Kiedy w 1981 uczęszczał do American Community Schools Atenach (Grecja), był gospodarzem audycji radiowej School Daze With Greg Kinnear. W 1986 ukończył studia na wydziale dziennikarstwa Uniwersytetu Stanu Arizona w Tucson. Przeprowadził się do Los Angeles i podjął pracę w Marketing Department Charles Band's Empire Pictures. W 1987 był sprawozdawcą E! Entertainment Television.

### Kariera
Zadebiutował niewielką rolą w telefilmie ABC Jak oceniają zwycięstwo (What Price Victory, 1988) u boku Eriqa La Salle i Marka Pellegrino. Prowadził teleturniej College Mad House (1989) i popularny talk-show Talk Soup (1991–1995), za który otrzymał nagrodę Emmy. Pojawił się w teledramacie NBC Morderstwo w Mississippi (Murder in Mississippi, 1990) z Tomem Hulce, Blairem Underwoodem, Jennifer Grey i CCH Pounder, biograficznym dramacie telewizyjnym ABC Dillinger (1991) u boku Marka Harmona i Sherilyn Fenn, serialu NBC Prawnicy z Miasta Aniołów (L.A. Law, 1991) jako dziennikarz oraz telewizyjnej komedii Wymyślona historia (Based on an Untrue Story, 1993) z Morgan Fairchild i Pat Crawford Brown, zanim po raz pierwszy zabłysnął na kinowym ekranie w komedii Blankman (1994).
Nagrodę krytyków w Chicago zdobył za rolę lekkomyślnego Davida Larrabee w komedii romantycznej Sabrina (1995) u boku Julii Ormond i Harrisona Forda. W komedii Najlepszy kumpel Pana Boga (Dear God, 1996) zagrał postać jeden z najzdolniejszych oszustów, który w dziale przesyłek niedoręczalnych w głównym urzędzie pocztowym Los Angeles odpowiada na listy do Pana Boga.
W 1996 został laureatem nagrody Złotego Jabłka. W komedii romantycznej Wykapany tatuś (A Smile Like Yours, 1997) z Joan Cusack był czułym mężem i ojcem. Kreacja artysty-geja Simona Bishopa w dramacie Lepiej być nie może (As Good As It Gets, 1997) u boku Jacka Nicholsona i Helen Hunt przyniosła mu nominację do Oscara i nagrody Złotego Globu. Za rolę uczuciowego dziennikarza w komedii romantycznej Nory Ephron Masz wiadomość (You've Got Mail, 1998) z Tomem Hanksem i Meg Ryan otrzymał nagrodę Blockbuster Entertainment. W jednym z odcinków sitcomu NBC Przyjaciele (Friends, 2003) pojawił się jako Benjamin Hobart. W tragikomedii Mała miss (Little Miss Sunshine, 2006) z udziałem Gordona Thomsona wystąpił w roli ojca siedmioletniej, tłuściutkiej kandydatki na królową piękności. W 2010 zagrał jedną z głównych ról w filmie Ostatnia piosenka (The Last Song, 2010]) (opartej na powieści Nicholasa Sparksa pod tym samym tytułem) jako ojciec nastoletniej Veroniki „Ronnie” Miller (Miley Cyrus), Steve Miller.

## Życie prywatne
W 1999 ożenił się z byłą modelką Helen Labdon. Mają dwie córki – Lily Kathryn (ur. 2003) i Audrey Mae (ur. 2006).

## Filmografia

### Filmy
| Rok  | Tytuł                            | Rola                            | Uwagi                    |
| ---- | -------------------------------- | ------------------------------- | ------------------------ |
| 2018 | The Red Sea Diving Resort        | Walton Bowen                    |                          |
| 2017 | Brigsby Bear                     | Detektyw Vogel                  |                          |
| 2017 | Jednakowo inni                   | Ron Hall                        |                          |
| 2017 | The Philosophy of Phil           | Phil                            |                          |
| 2016 | Mali mężczyźni                   | Brian Jardine                   |                          |
| 2016 | Nominacja                        | Joe Biden                       |                          |
| 2014 | Murder of a Cat                  | Ford                            |                          |
| 2014 | Niebo istnieje... naprawdę       | Todd Burpo                      |                          |
| 2014 | Strange But True                 | Richard                         |                          |
| 2013 | Nauczycielka angielskiego        | Dr Tom Sherwood                 |                          |
| 2013 | Legenda telewizji 2: Kontynuacja | Gary                            |                          |
| 2012 | Bez miłości ani słowa            | William Borgens                 |                          |
| 2012 | Movie 43                         | Griffin Schraeder „The Pitch"   | Segment                  |
| 2011 | Bulwar odkupienia                | Carl Vanderveer                 |                          |
| 2011 | Jak ona to robi?                 | Richard Reddy                   |                          |
| 2011 | Śliska sprawa                    | Mickey Prohaska                 |                          |
| 2011 | To cały ja                       | Narrator                        | niewymieniony w czołówce |
| 2010 | Green Zone                       | Clark Poundstone                |                          |
| 2010 | Ostatnia piosenka                | Steve Miller                    |                          |
| 2008 | Ghost Town                       | Frank Herlihy                   |                          |
| 2008 | Mama do wynajęcia                | Rob                             |                          |
| 2008 | Przebłysk geniuszu               | Bob Kearns                      |                          |
| 2007 | Smaki miłości                    | Bradley Smith                   |                          |
| 2006 | Fast Food Nation                 | Don Henderson                   |                          |
| 2006 | Mała miss                        | Richard Hoover                  |                          |
| 2006 | Nieznani                         | Złamany nos                     |                          |
| 2006 | Vince niepokonany                | Dick Vermeil                    |                          |
| 2005 | Drużyna specjalnej troski        | Roy Bullock                     |                          |
| 2005 | Kumple na zabój                  | Danny Wright                    |                          |
| 2004 | Godsend                          | Paul Duncan                     |                          |
| 2003 | Skazani na siebie                | Walt Tenor                      |                          |
| 2002 | Auto Focus                       | Bob Crane                       |                          |
| 2002 | Byliśmy żołnierzami              | Major Bruce P. „Snake” Crandall |                          |
| 2001 | Kolacja z przyjaciółmi           | Tom                             |                          |
| 2001 | Serce nie sługa                  | Ray Brown                       |                          |
| 2000 | Dotyk przeznaczenia              | Wayne Collins                   |                          |
| 2000 | Frajer                           | Edward Alcott                   |                          |
| 2000 | Siostra Betty                    | George McCord / Dr David Ravell |                          |
| 2000 | Z księżyca spadłeś?              | Perry Gordon                    |                          |
| 1999 | Super-bohaterowie                | Kapitan Amazing / Lance         |                          |
| 1998 | Masz wiadomość                   | Frank Navasky                   |                          |
| 1997 | Lepiej być nie może              | Simon Bishop                    |                          |
| 1997 | Twój uśmiech                     | Danny                           |                          |
| 1996 | Najlepszy kumpel Pana Boga       | Tom Turner                      |                          |
| 1995 | Sabrina                          | David Larrabee                  |                          |
| 1994 | Blankman                         | Prowadzący Talk Show            |                          |

### Telewizja
| Rok  | Tytuł           | Rola            | Uwagi                                      |
| ---- | --------------- | --------------- | ------------------------------------------ |
| 2016 | BoJack Horseman | Greg Kinglear   | Rola głosowa; odcinek: „Czas na publicity” |
| 2014 | Rake            | Keegan Deane    | Główna rola; 13 odcinków                   |
| 2012 | Modern Family   | Tad             | Odcinek: „Zazdrość nie jest w moim stylu”  |
| 2011 | The Kennedys    | John F. Kennedy | Główna rola; 8 odcinków                    |
| 2003 | Przyjaciele     | Benjamin Hobart | Odcinek: „Ten ze stypendium Rossa"         |
| 1989 | Dzień za dniem  | Corey           | Odcinek: „Break a Leg, Mom"                |